# 시빌 제이슨
시빌 제이슨(Sybil Jason, 1927년 11월 23일 ~ 2011년 8월 23일)은 남아프리카 공화국 태생의 미국 배우, 가수이다.

## 출연작
- 파랑새 (1940년)
- 우먼 닥터 (1939년)
- 소공녀 (1939년) - 벡키 역
- 코멧 오버 브로드웨이 (1938년)
- 꼬마 외교관 (1937년)
- 리틀 파이어니어 (1937년)
- 더 그레이트 오맬리 (1937년)
- 더 캡틴스 키드 (1936년)
- 싱잉 키드 (1936년)
- 체인징 오브 더 가드 (1936년)
- 아이 파운드 스텔라 패리시 (1935년)
- 리틀 빅 샷 (1935년)
- 바너클 빌 (1935년)